# Ivan Stević
Ivan Stević (ur. 12 marca 1980 w Belgradzie) – serbski kolarz szosowy. Czterokrotny Olimpijczyk (2004, 2008, 2012 i 2016).

## Osiągnięcia
Opracowano na podstawie:

2002
- 3. miejsce w mistrzostwach Jugosławii (start wspólny)

2004
- 1. miejsce na 2. etapie Giro Ciclistico della Provincia di Cosenza
- 3. miejsce w Trofeo Internazionale Bastianelli

2005
- 1. miejsce na 5. etapie The Paths of King Nikola
- 1. miejsce na 1. etapie Sea Otter Classic
- 2. miejsce w Tour of the Gila
- 1. miejsce na 6. etapie Tour de Serbie

2007
- 1. miejsce na 2. etapie Tour de Georgia
- 1. miejsce w mistrzostwach świata B (start wspólny)

2008
- 3. miejsce w GP Betonexpressz 2000
- 3. miejsce w GP P-Nivo

2009
- 1. miejsce w mistrzostwach Serbii (start wspólny)

2010
- 1. miejsce na 10. etapie Dookoła Bułgarii

2011
- 1. miejsce w Mayor Cup
- 2. miejsce w Five Rings of Moscow
- 1. miejsce w Tour de Serbie
- 2. miejsce w Tour of Vojvodina I

2012
- 1. miejsce w Grand Prix of Sochi
  - 1. miejsce w klasyfikacji punktowej
- 3. miejsce w Grand Prix of Moscow
- 2. miejsce w Five Rings of Moscow
  - 1. miejsce na 1. etapie
- 1. miejsce w mistrzostwach Serbii (jazda indywidualna na czas)

2013
- 1. miejsce w Tour de Serbie
- 1. miejsce w mistrzostwach Serbii (start wspólny)
- 3. miejsce w Dookoła Rumunii

2014
- 1. miejsce w Belgrad–Banja Luka II
- 1. miejsce w klasyfikacji punktowej Tour de Serbie
- 2. miejsce w mistrzostwach Serbii (jazda indywidualna na czas)
- 2. miejsce w mistrzostwach Serbii (start wspólny)

2015
- 3. miejsce w Belgrad–Banja Luka II
- 1. miejsce w mistrzostwach Serbii (start wspólny)
- 1. miejsce na 5. etapie Dookoła Bułgarii
- 1. miejsce na 1. etapie Tour of Mevlana

## Rankingi
| Rok              | 2009 | 2010 | 2011 | 2012 | 2013 | 2014 | 2015 | 2016  |
| ---------------- | ---- | ---- | ---- | ---- | ---- | ---- | ---- | ----- |
| World Ranking    |      |      |      |      |      |      |      | 2380. |
| UCI Europe Tour  | 276. | 528. | 45.  | 78.  | 61.  | 160. | 76.  | -     |
| UCI Asia Tour    | -    | -    | -    | 295. | -    | -    | -    | -     |
| UCI America Tour | -    | -    | -    | -    | -    | -    | -    | 463.  |
|                  |      |      |      |      |      |      |      |       |
| Źródło: UCI      |      |      |      |      |      |      |      |       |